# Portræt
 For alternative betydninger, se Portræt (flertydig). (Se også artikler, som begynder med Portræt)
Et portræt (fransk portrait, af latin protractum, hvad der drages frem for lyset) er ofte en billedlig fremstilling af en person: maleri, fotografi eller en skulptur. Det kan også være en skriftlig skildring. J. P. Jacobsens uovertrufne af Marie Grubbe er fx meget malende.
Den portrætterede kan skildres en face (set forfra), en profil (fra siden) og afhængigt af beskæringen i "Helfigur", "Brystbillede", "Knæstykke" etc.
Ypperlige portrætter findes tidligt i Ægyptens kunst. I Grækenland varede det længe, inden bevidste portrætter dukkede op: samfundsborgeren, der fremstilles som idealfigur, betød mere i den græske blomstringstid. Først i det 4. århundrede før Kr. fremkom portrætter som statuer af Aristoteles, Demosthenes, Menander, Sofokles etc. Nogle af dem kan være virkelige portrætter (Sofokles), andre er rent idealiserende fremstillinger. 
I den hellenistiske periode er portrætter hyppige: den romerske billedkunst blomstrer med portrætter; interessen har romerne arvet fra etrurerne. Kejsertiden har en stor produktion af buster og portrætstatuer; mange af dem interesserer ved livfuld psykologisk iagttagelse.
En stor samling findes i det kapitolinske museum og mange udmærkede arbejder som Pompejus-busten kan ses i Ny Carlsberg Glyptotek). Længe efter at romersk kunst forfaldt, holdt portrætkunsten sig frisk — et træk, der ofte genfindes i kunstens historie. Men i mange af disse portrætter mærkes dekadence og rutine, som når damebusterne nærmest er skabilkenhoveder og er indrettede sådan, at de kan skifte paryk efter modens fordringer. 
I Nordeuropa fandtes den ejendommelige sluterske realisme, karakteristiske gravskulpturer og  stifterportrætter i Naumburgs domkirke fra 1200-tallet. Den dannede i næste århundrede i Frankrig overgang til en virkelighedstro portrætplastik. 

Først med renæssancen ses en udviklet portrætkunst i maleri og skulptur. Endnu i Italien i det 14. århundrede er dybtgående karakteristikker i maleri og i den plastiske fremstilling af portrætter en sjældenhed. I 15. århundrede fik den individuelle selvfølelse i portrættet stor betydning; i begyndelse kun som buste eller relief. Portrætstatuen viste sig efterhånden i rytterstatuen (Donatellos Gattamelatta, Verrochios Colleoni med flere). Udmærket levende og formfin portrætkunst skyldes Desiderio da Settignano, Mino, Benedetto da Maiano og mange andre. I de følgende århundreder får portrætter, særlig officielle, i maleri og skulptur et stærkt kunstlet tilsnit: modellerne stilles op i romersk klædebon og Ludvig XIVsidder til hest i imperatordragt med allongeparyk (jfr Johan Tobias Sergels statue af Gustaf III a la Apollon fra Belvedere). 
Ludvig XIV udstafferes af sin hofmaler Hyacinthe Rigaud med paryk, høje hæle og en overvældende kåbe. Han danner skole og i Danmark breder moden sig via franskinspirerede kunstnere. Christian V til hest på Amalienborgs Slotsplads er et eksempel på imperatorkostumet. 
Jens Juel malede i sine unge dage herrer med paryk og overdådigt broderede, brogede dragter. På sine gamle dage omkring 1800 blev moden enklere og farverne neddæmpede, men hele tiden formår han at karakterisere modellerne, også damerne, der ikke bliver grimmere af, at han skildrer dem.
Busterne i den unge renæssance havde dækket hals og bryst. Senere bliver de efter romersk mønster udækkede. På overgangen til det 19. århundrede træffer har Frankrig en så glimrende skildrer som Jean-Antoine Houdon. 
C.A. Jensen malede med virtuositet hele den danske guldalders galleri af kongelige, videnskabsmænd, kunstnere og flittige borgere alle i deres eget tøj.
I 19. århundrede brydes gammelt og nyt: Kampen mellem det antikke draperi og den moderne dragt. Et kompromis vinder indpas: Ernst Friedrich August Rietschels statue af Gotthold Ephraim Lessing). Det kompromis følges også i dansk maler- og billedhuggerkunst. Fra Bertel Thorvaldsen antikke draperier over Herman Wilhelm Bissens Frederik VII i uniform og A.S. Ørsted i et folderigt antikt klædebon til de civile herrer i Søndermarken i frakke og høj hat, som politikeren C.C. Hall og digteren Oehlenschlæger. 
Herman Wilhelm Bissen har modelleret ca. 150 buster (som Bissens gipsbisp) af fortidens og datidens fremragende personligheder.
Moderne portrætter ligner ikke altid modellerne; men det kommer de til, som maleren Picasso sagde til Gertrude Stein, der klagede over manglende portrætlighed.
En række nyere portrætter i Folketinget kunne fortolkes som karikaturer,[kilde mangler] men er det ikke.